# Газопереробний завод родовища Бібі-Хакіме
Газопереробний завод родовища Бібі-Хакіме – розташоване в іранській провінції Кохґілує і Боєрахмед підприємство нафтогазової промисловості, яке обслуговує діяльність кількох нафтових родовищ.
В 1990-му компанія Bandar Imam Petrochemical запустила піролізну установку, у комплексі з якою ввели фракціонатор зріджених вуглеводневих газів (ЗВГ). Через кілька років пропускну здатність останнього суттєво збільшили, що відповідно вимагало подачі додаткової сировини. Одним з її джерел став введений в дію у 2003 році газопереробний завод NGL-1300. Сам він розташований на супергігантському нафтовому родовищі Бібі-Хакіме, проте також повинен переробляти ресурс з цілої групи інших родовищ – ще одного супергігантського Раг-і-Сефід, а також Бінак, Голхарі, Соулабдар, Кілверкаррім та Челлінгар. NGL-1300 має здатність приймати 5,1 млн м3 асоційованого газу на добу, після переробки якого отримують 18 тисяч барелів ЗВГ та 4,2 млн м3 «легкого» газу. 
Суміш ЗВГ відправляють на фракціонатор у Бендер-Імамі, для чого потрібно було прокласти кілька нових ниток в іранській мережі ЗВГ-трубопроводів: довжиною 28 км та діаметром 200 мм до газопереробного заводу NGL-900 (розташоване західніше родовище Пазенан), довжиною 43 км та діаметром 200 мм від NGL-900 до ГПЗ NGL-1000 (так само на Пазенані) та довжиною 44 км і діаметром 300 мм від NGL-1000 до головного трубопроводу згаданої вище ЗВГ-системи. При цьому дві останні ділянки (після NGL-900) повинні також обслуговувати роботу газопереробного заводу NGL-1200, зведеного на родовищі Гачсаран.
«Легкий» газ наразі закачується в родовище Бібі-Хакіме для підтримки пластового тиску (при цьому з тією ж метою надходить і ресурс з нещодавно згаданого ГПЗ NGL-900 на Пазенані). Втім, він ще містить суттєву частку гомологів метану, тому за існуючими планами повинен також використовуватись для живлення газопереробного заводу Бід-Боланд 2 (спорудження останнього посувалось із затримками, проте наразі є підстави очікувати його введення в експлуатацію у 2020 році).
Оскільки видобутий з Гечсарану газ містить значні об’єми сірководню та діоксиду вуглецю, завод NGL–1300 включає спеціальний блок, на якому за допомогою діетаноламіну абсорбують ці домішки. Далі підготований газ спрямовують на установку вилучення зріджених вуглеводневих газів, а отриману суміш ЗВГ піддають обробці з метою остаточного приведення вмісту сірководню до вимог фракціонатора в Бендер-Імамі.